# Internationaler Psychoanalytischer Verlag
Der Internationale Psychoanalytische Verlag (IPV) existierte von 1919 bis 1938 in Wien. Er war in dieser Zeit der wichtigste psychoanalytische Verlag. In ihm erschienen die psychoanalytischen Zeitschriften und die meisten psychoanalytischen Bücher.

## Vorgeschichte
Die meisten frühen Bücher Freuds, darunter die Traumdeutung, waren im Deuticke Verlag von Franz Deuticke erschienen. Eine zweite Option war der 1905 gegründete Verlag des Verlagsbuchhändlers Hugo Heller. Heller publizierte Totem und Tabu (in vier Teilen 1912–1913) und die Vorlesungen zur Einführung in die Psychoanalyse (in drei Teilen 1916–1917) Heller stand der Psychoanalyse näher als Deuticke. Er besuchte die Sitzungen der Wiener Psychoanalytischen Vereinigung und wurde Mitglied. Heller ging das Risiko ein, zwei psychoanalytische Zeitschriften zu publizieren, die Internationale Zeitschrift für ärztliche Psychoanalyse und die Imago. Zeitschrift für Anwendung der Psychoanalyse auf die Geisteswissenschaften. Nach dem Ende des Ersten Weltkriegs war die ökonomische Situation in Österreich katastrophal. Wie viele andere Verlage befand sich das Unternehmen von Hugo Heller in einer schweren Krise. Selbst das Papier war knapp. In dieser Situation war das Erscheinen der psychoanalytischen Zeitschriften, die für die psychoanalytische Bewegung eine zentrale Rolle spielten, gefährdet.

## Die Verlagsgründung
1918 hatte der Budapester Brauereibesitzer Anton von Freund beschlossen, die Psychoanalyse durch Errichtung einer Stiftung finanziell zu unterstützen. „Im Herbst 1918 stellte Freud diese Stiftung auf dem psychoanalytischen Kongress in Budapest zum ersten Mal der Öffentlichkeit vor, indem er erklärte, den Intentionen der Spender dadurch zu entsprechen, dass er den ihm zur Verfügung gestellten Fonds zur Förderung der wissenschaftlichen Publikationen, insbesondere zur wirksamen Ausgestaltung der  Vereinszeitschriften, verwendeten möchte. Schon im Jänner 1919 reichte Otto Rank um die Verlagskonzession und die Bewilligung zur Gründung einer Gesellschaft mit beschränkter Haftung ein – als Gesellschafter beteiligten sich neben Rank, der zum ersten Geschäftsführer gewählt wurde, Sigmund Freud, Anton von Freund und Sándor Ferenczi.“
Die Absicht Freuds war es, „den Autoren aus unseren Kreisen bequeme Wege in die Öffentlichkeit [zu] eröffnen und gleichzeitig ihre Werke wie durch eine Art offizieller Eichung von der Masse der pseudoanalytischen Produktionen ab[zu]heben“.
Der Verlag sollte zunächst in Budapest gegründet werden. Da sich nach der Niederschlagung der Räterepublik in Ungarn nur ein Teil des Stiftungsvermögens nach Österreich transferieren ließ und die Inflation den Großteil dieses Rests entwertete, war die finanzielle Situation des Verlags von Anfang an schwierig.

## Die Ära Rank
Mitarbeiter des Verlags waren zunächst Otto Rank, seine Frau Beate Rank, Anna Freud und zeitweise Theodor Reik, Firmensitz war Ranks Wohnung. Tatsächlich musste Rank fast die ganze Arbeit allein machen. Da sein Gehalt als Geschäftsführer niedrig war, arbeitete er auch noch als Analytiker und war auch schriftstellerisch tätig. Um die Zeitschrift The International Journal of Psychoanalysis herauszubringen, gründeten Rank und Ernest Jones 1920 einen englischen Verlagszweig in Form der International Psychoanalytical Press. Wien war als Produktionsort für Bücher damals billiger als London und diesen Vorteil wollte man nutzen. Die Produktion fremdsprachiger Publikationen (auch in anderen Sprachen) erwies sich jedoch als sehr schwierig und fehleranfällig, was zu häufigen Reibereien zwischen Jones und dem arg überlasteten Rank führte. Der als Verbindungsmann nach Wien entsandte Eric Hiller erwies sich als wenig effizient. Ab 1923 wurde das Journal daher in London hergestellt.
Der Verlag zögerte nicht, auch anstößige Werke wie den damals manchen als ‚pornographisch‘ geltenden Roman Der Seelensucher von Georg Groddeck zu veröffentlichen. Die um die Respektabilität der Psychoanalyse besorgten Schweizer Analytiker protestierten vergeblich.

## Die Ära Storfer
Nach dem Ausscheiden Ranks aus der psychoanalytischen Bewegung wurde 1925 der Journalist Adolf Josef Storfer (1888–1944) neuer Verlagsleiter. Im selben Jahr trat Max Eitingon in den Kreis der Anteilseigner ein. Storfer, vom Habitus eher der Bohème nahestehend, war ein einfallsreicher, ästhetisch innovativer aber wirtschaftlich nicht sehr erfolgreicher Verlagsleiter.
Er begründete 1926 den Almanach des Verlags, der jährlich mit Originalbeiträgen von hoher Qualität auch Außenstehenden einen Einblick in die weitere Entwicklung der Psychoanalyse erlauben sollte. Die Zeitschrift für Psychoanalytische Pädagogik erschien seit 1927 im Verlag der Zeitschrift für Psychoanalytische Pädagogik, einer vom IPV gegründeten Tochterfirma, für die Storfer das Geld aus einer Erbschaft, die ihm unverhofft zugefallen war, zur Verfügung stellte. 1929 gründete Storfer die Zeitschrift Die Psychoanalytische Bewegung, die unter Verweis auf wirtschaftliche Gründe 1933 eingestellt wurde.
Die Einzelausgaben von Freuds Werken verkauften sich gut, als ‚Bestseller’ erwiesen sich Die Psychopathologie des Alltagslebens sowie Das Unbehagen in der Kultur. Die hohen Produktionskosten für die allzu aufwendig gestaltete Ausgabe der Gesammelten Schriften Freuds, der „12 Bände, die die Welt erschütterten“ (Kurt Tucholsky 1932 in der Weltbühne) aber wenige Abnehmer fanden, belasteten den Verlag schwer. Andere Autoren, deren Bücher mehr als eine Auflage erlebten, waren August Aichhorn, Siegfried Bernfeld, Theodor Reik und Anna Freud.
Freud resümierte Storfers Wirken in einem Brief an Eitingon: „Storfer erscheint mir wie einer jener deutschen Duodezfürsten, die ihre Untertanen bedrückt und ausgesogen haben. Nachdem man sie aber weggejagt hat, findet sich das Ländchen im Besitz einer Residenz mit Schloss, Theater und Kunstsammlung...“

## Die Zeit von Martin Freud als Verlagsleiter
Freud verzichtete weitgehend auf seine Honorare. Dennoch stand der Verlag Ende 1931 kurz vor dem Bankrott und Martin Freud, ein Sohn Freuds, der Jurist war, trat als Mitarbeiter in den Verlag ein. Einige Monate später löste er Storfer als Verlagsleiter ab. (Storfer schied 1934 aus dem Verlag aus.) „Trotz der Spenden von Edith Jackson, Marie Bonaparte, A.A.Brill und einigen Analysanden Freuds musste eine Gläubigerversammlung einberufen werden, um einen Plan zur Abzahlung der Schulden vorzulegen und damit noch einmal Zahlungsaufschub gewährt zu bekommen.“
Ostern 1932 richtete Freud einen dramatischen Appell an die Vorsitzenden der psychoanalytischen Vereinigungen, in dem er sie daran erinnerte wie viel die Autoren und damit die psychoanalytische Bewegung als Ganzes dem Verlag verdankten. „Wenn die psychoanalytische Bewegung in  Deutschland zerbröckelt, wie es nach dem Untergang des Verlags geschehen würde, werden Sie alle, auch in England, Frankreich und Amerika den Zerfall und die Entwicklungsstörungen zu spüren bekommen.“ Auf diesen Appell hin entschloss sich die Internationale Psychoanalytische Vereinigung die nächsten zwei Jahre von ihren Mitgliedern Beiträge für den Verlag einzuheben und eine eigene Verlagskommission unter dem Vorsitz von Jones zu gründen. Als einen weiteren Unterstützungsversuch verfasste Freud die Neue Folge der Vorlesungen zur Einführung in die Psychoanalyse […]
Bei der Bücherverbrennung 1933 in Deutschland wurden Freuds Schriften mit dem Ruf „Gegen seelenzerfasernde Überschätzung des Trieblebens, für den Adel der menschlichen Seele! Ich übergebe der Flamme die Schriften von Sigmund Freud.“ dem Feuer übergeben. Der Vertrieb der Bücher eines österreichischen Verlags war zunächst weiter legal, dennoch gingen die Einnahmen aufgrund der zunehmenden Restriktionen im deutschen Buchhandel stark zurück. Immer weniger Bücher konnten produziert werden. Letzter Verlagsleiter war August Beranek, der später, in den 1950er und 1960er Jahren, den Deutschen Verlag der Wissenschaften in Ost-Berlin leitete.
„Im März 1936 wurden die in der Leipziger Vertriebsfirma f. Volckmar deponierten Buchbestände des Verlags von der Gestapo beschlagnahmt und der Verkauf der Bücher für Deutschland verboten. Martin Freund gelang es, unterstützt von einigen diplomatischen Interventionen, die wertvollsten Buchbestände aus Deutschland heraus zu retten.“ „Am 15. März 1938, zwei Tage nach dem Einmarsch der deutschen Truppen, wurde das Verlagslokal in Berggasse 7 durchsucht: ein kommissarischer Leiter, Anton Sauerwald, übernahm die Geschäfte und erhielt den Auftrag zur Liquidierung des Internationalen Psychoanalytischen Verlags, des Ambulatoriums [Poliklinik] und der Wiener Psychoanalytischen Vereinigung.“

## Nachleben
„Die Vernichtung seines geliebten Verlags durch die Nazis war für Freud ein Schlag gewesen, und gleich bei seiner Übersiedlung nach England suchte er nach Mitteln, um ihn  wieder aufzubauen. Glücklicherweise stieß er auf einen freundlichen, intelligenten und unternehmende Verleger, John Rodker, der sofort die Imago Publishing Company gründete. Dieser Verlag [...] plante eine neue Ausgabe der Gesammelten Werke als Ersatz für die von den Nazis vernichteten Gesammelten Schriften.“
Die letzten beiden Bände von Ferenczis Bausteine der Psychoanalyse wurden zum Verlag Hans Huber in die Schweiz gebracht. Dieser Verlag übernahm auch Aichhorns Buch Verwahrloste Jugend, das 2005 in 11. Auflage erschien.
In den 1950er Jahren erschien die große Freud-Biographie von Jones. Im dritten Band ging er ausführlich auf die Geschichte des IPV ein. Jones nutzte seine Biographie dazu, alte Rechnungen mit Rank und Ferenczi zu begleichen, indem er behaupte, beide seien verrückt geworden.
In den 1970er Jahren erschienen einige Bücher des IPV in der von Alexander Mitscherlich im Suhrkamp Verlag herausgegebenen Reihe Literatur der Psychoanalyse; die auf den Bausteinen aufbauende, von Michael Balint herausgegebene Ferenczi-Auswahlausgabe erschien im Fischer Taschenbuch Verlag.
1995 veranstaltete das Freud-Museum in Wien eine Ausstellung zum IPV. Im Vorwort zum Ausstellungskatalog schrieb Harald Leupold-Löwenthal: „Der Wunsch, die interessante Geschichte dieses Verlages nachzuzeichnen und zu einer Ausstellung zu gestalten, geht nun in Erfüllung. Er steht eigentlich an Stelle der Bemühungen der Sigmund-Freud-Gesellschaft am Beginn ihres Bestehens, den Internationalen Psychoanalytischen Verlag wieder ins Leben zu rufen, die vergeblich blieben. Die gewandelten Umstände der Buchproduktion machen die Publikation psychoanalytischer Literatur besonders im deutschen Sprachraum zu einer schwierigen Aufgabe – dabei müssen natürlich doch wirtschaftliche Erwägungen im Vordergrunde stehen, was in der Geschichte des Internationalen Psychoanalytischen Verlags nie der Fall war.“
Zahlreiche Bände des IPV sind nun (2008) in der «Bibliothek der Psychoanalyse» des Psychosozial-Verlags lieferbar. Bei der Produktion neuer psychoanalytischer Bücher gelten aber weiter die von Leupold-Löwenthal genannten wirtschaftlichen Hemmnisse.